# NHK山古志テレビ中継局
NHK山古志テレビ中継局（エヌエチケイやまこしテレビちゅうけいきょく）は、新潟県長岡市山古志地域（旧山古志村）に設置されていたNHK新潟放送局のテレビ中継局。

## 中継局概要

### アナログテレビ放送
| チャンネル 番号 | 放送局名     | 空中線 電力       | ERP               | 偏波面   | 放送対象地域 | 放送区域 内世帯数 | 運用開始日     |
| --------------- | ------------ | ----------------- | ----------------- | -------- | ------------ | ----------------- | -------------- |
| 30              | NHK 新潟教育 | 映像3W/ 音声750mW | 映像23W/ 音声5.8W | 水平偏波 | 全国         | -                 | 1972年 11月9日 |
| 32              | NHK 新潟総合 | 映像3W/ 音声750mW | 映像23W/ 音声5.8W | 水平偏波 | 新潟県       | -                 | 1972年 11月9日 |

- 所在地： 長岡市山古志種苧原（猿倉岳）
- 2011年7月24日をもってすべて廃止された。デジタル放送については新潟本局が対応するとされている[2]。